# Quadrique affine
 (mai 2023).
Si vous disposez d'ouvrages ou d'articles de référence ou si vous connaissez des sites web de qualité traitant du thème abordé ici, merci de compléter l'article en donnant les références utiles à sa vérifiabilité et en les liant à la section « Notes et références ».
En mathématiques, une quadrique affine, ou hyperquadrique affine, est l'ensemble des zéros d'une fonction polynomiale de degré 2 sur un espace affine.
Il s'agit d'une généralisation, à des espaces affines de dimension quelconque et définis sur un corps quelconque, des concepts de coniques et de quadriques issus de la géométrie euclidienne. Les coniques correspondent ainsi à des quadriques de dimension 2, et les quadriques euclidiennes à des quadriques de dimension 3 (dans le cadre d'espaces affines définis sur l'ensemble des réels).
On peut toujours trouver un repère affine dans lequel l'équation de la quadrique se réduit à l'une des trois formes suivantes :
{\displaystyle xAx^{t}=0}
{\displaystyle xAx^{t}=1}
{\displaystyle xAx^{t}=z}
où :
- x désigne le vecteur ligne des coordonnées d'un point dans le repère affine choisi ;
- z désigne la dernière de ces coordonnées ;
- A désigne une matrice diagonale (dans le dernier cas, la dernière ligne doit être identiquement nulle).